# Zalaszegvár
Zalaszegvár is een plaats (község) en gemeente in het Hongaarse comitaat Veszprém. Zalaszegvár telt 149 inwoners (2001).